# Batracomorphus icarus
Batracomorphus icarus är en insektsart som beskrevs av Knight 1983. Batracomorphus icarus ingår i släktet Batracomorphus och familjen dvärgstritar. Inga underarter finns listade i Catalogue of Life.